# Wolfgang Saaman
Wolfgang Saaman (* 26. April 1947 in Hagen) ist ein deutscher Unternehmer, Unternehmensberater und Buchautor sowie Hochschullehrer in Armenien. 

## Leben
Nach einer abgeschlossenen Kaufmannslehre studierte Saaman Betriebswirtschaft und Psychologie in Deutschland und den Niederlanden. 1977 beendete er sein Studium mit der Promotion in Philosophie an der Sozialwissenschaftlichen Hochschule Haarlem mit dem Thema Sprachpsychologie. Danach durchlief er außeruniversitäre Fortbildungsprogramme, Organisationsentwicklung, Gruppendynamik, Themenzentrierte Interaktion und psychoanalytische Ansätze und examinierte 1989 im Psychotherapeutischen Institut Bergerhausen bei Hans-Werner Gessmann zum Psychodramatherapeuten. 
Von 1975 bis 1977 war er Assistent des Leiters der Führungsakademie Bad Harzburg. 1977 gründete er das Institut für Mitarbeiterförderung und Organisationsentwicklung, das er bis 1984 leitete. Von 1984 bis 1997 war er als geschäftsführender Gesellschafter der Mummert-Gruppe für verschiedene Geschäftsfelder verantwortlich, innerhalb der Zeit Vorsitzender der Geschäftsführung der Mummert + Partner Managementconsulting, Vorsitzender der Holding-Geschäftsführung der Meyer-Mark-Gruppe und Geschäftsführer der Mummert + Partner Dachgesellschaft. 1998 gründete Saaman eine Beratersozietät, die ab 2004 als Saaman Consultants AG geführt wurde (später Saaman AG), deren Vorstandsvorsitzender er war. Seit November 2019 wird die Firma durch erneuten Rechtsformwechsel als Saaman GmbH geführt. Als Alleingesellschafter und Mitglied der Geschäftsführung leitet Wolfgang Saaman das Unternehmen weiterhin. Seit 06/2014 ist er Professor für Leistungskultur im Fachbereich Psychologie an der Universität „Progress“. Bis 2001 hatte Saaman die niederländische Staatsangehörigkeit.
Als Unternehmer, Consultant und Autor ist er auf den Gebieten Leistungskultur und Personaldiagnostik (Management Audits, Potenzialanalysen, psychometrische Verfahren) tätig.

## Schriften
- Dialogische Verbalisierung als Mittel und Medium der Hilfe in der Psycho- und Soziocurienz. University Press, Haarlem 1977 (Dissertation).[2]
- Alternatives Führen Gabler, Wiesbaden 1984, ISBN 3-409-19600-5.
- Auf dem Weg zur Organisation von morgen. Schäffer-Poeschel, Stuttgart 1989, ISBN 3-7910-0455-7.
- Effizient führen: Mitarbeiter erfolgreich machen. Gabler, Wiesbaden 1990, ISBN 3-409-18707-3.
- (Hrsg., mit anderen) Führungswissen punktuell: Organisation, Führung, Kommunikation, Kreativität, Marketing. Gabler, Wiesbaden 1991, ISBN 3-409-18718-9.
- (Hrsg., mit anderen) Führungspower: Konzepte und Instrumente für mehr Effizienz. Gabler, Wiesbaden 1993, ISBN 3-409-18724-3.
- Senkrechtstart – Gründung und Aufstieg eines faszinierenden Unternehmens.  Landsberg/Lech 1994, ISBN 3-478-34910-9.
- Für den arbeite ich gerne: Warum sich Mitarbeiter besonders engagieren Signum, Wien 2002, ISBN 3-85436-336-2.
- Integration durch Identifikation: Leistung durch Bindung an das Unternehmen. Signum, Wien 2005, ISBN 3-85436-380-X.
- Leistung aus Kultur: Wie aus "Arbeit-Nehmern" Bestleister werden. Springer Gabler, Wiesbaden 2012, ISBN 978-3-8349-3404-8.
- Leistungskultur im Fokus der digitalen Transformation: Maschinen übernehmen keine Verantwortung. Springer Gabler, Wiesbaden 2017, ISBN 978-3-658-19796-4.
- Performance.Culture.Focus: Die Triade für unternehmerisches Neudenken. Rediroma-Verlag, Remscheidt 2022, ISBN 978-3-985-27618-9.